# Lidia Kalendareva

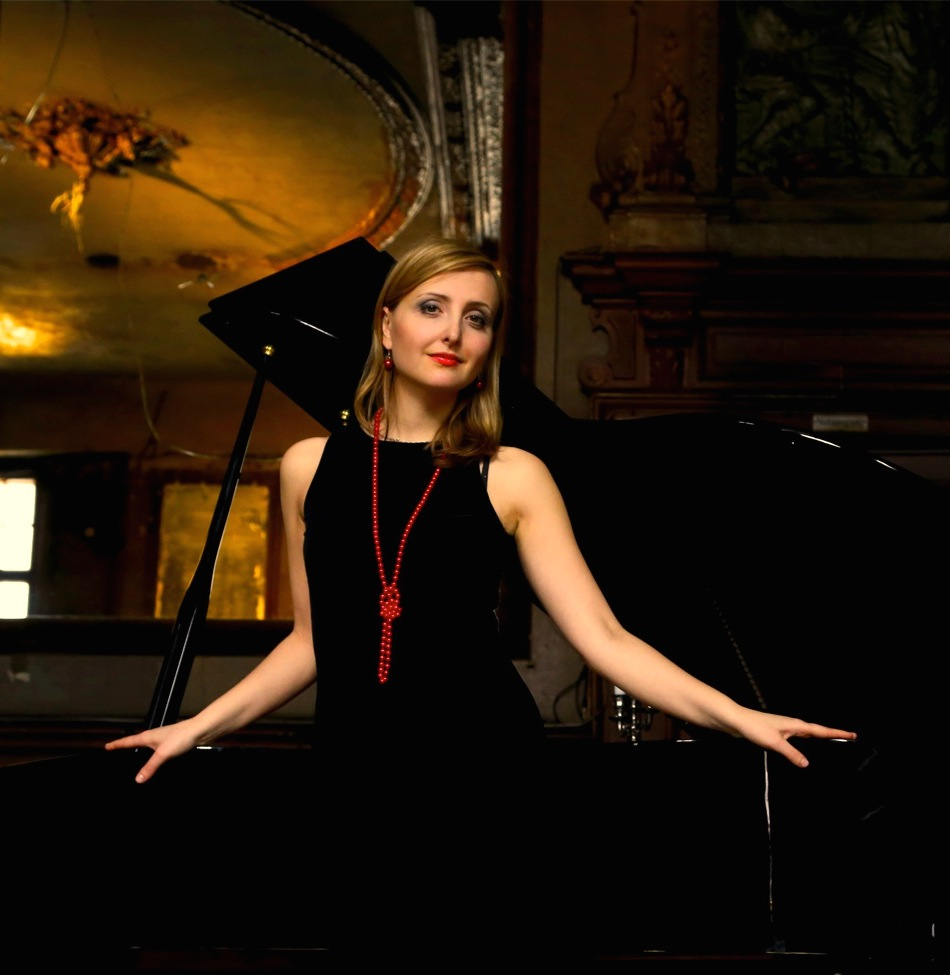
Lidia Kalendareva

Lidia Kalendareva (* 11. November 1982 in Leningrad) ist eine in Berlin lebende Film- und Ballettkomponistin sowie Konzertpianistin.

## Karriere
Lidia Kalendareva schrieb ihre erste Komposition mit 6 Jahren. Seit dem frühen Alter komponierte sie mehrere Stücke für das Musiktheater Around the Piano und gründete mit 16 Jahren ihre aus drei Künstlerinnen bestehende Musikband The White Night, in der sie sich als Songwriter, Pianistin und Sängerin engagierte.
Diverse Theatervorstellungen und Konzertauftritte führten sie durch verschiedene Länder, woraufhin mehrere Radio- und Fernsehaufzeichnungen folgten. Nach mehrjährigem Klavierunterricht in Sankt Petersburg bei Konzertpianistin und Musiktheaterregisseurin Lubov Boruchzon folgten ein mit Auszeichnung beendetes Klavierstudium bei Bernd Zack an der Hochschule für Musik und Theater Rostock und ein Musiktheoriestudium mit dem Schwerpunkt Stilgebundene Komposition bei Musikwissenschaftler und Komponist Hartmut Fladt und Stefan Prey an der Universität der Künste Berlin.
Während ihrer Studiumszeit gewann Kalendareva viele Klavier- und Kompositionswettbewerbe in Sankt Petersburg, Prag, Wien, München, Berlin, Frankfurt am Main, Zürich, New Jersey und Los Angeles. 2009 wurde sie mit dem Filmmusikpreis Franz Grothe von Enjott Schneider und Andreas Weidinger als „Beste Nachwuchskomponistin“ in München mit folgender Begründung ausgezeichnet:

„Lidia Kalendareva überzeugte durch stilistische Vielfalt, klangliche Frische und eine ausgeprägte kompositorische Individualität. Besonders auffällig war ihr Talent, elektronische Klänge mit Live-Aufnahmen zu mischen und dabei die Elektronik sehr bewusst als Kompositionsmittel einzusetzen. (…)“

2013 gewann sie drei Preise beim internationalen Sergei-Rachmaninov-Kompositionswettbewerb für die Klavierkompositionen Sonata Nostalgia, Elegie Nostalgia und Prelude Nostalgia. Innerhalb des zehnten Züricher Filmfestivals wurde Kalendareva zusammen mit dem Komponisten Alin Cristian Oprea bei einem der weltweit größten internationalen Filmmusikwettbewerbe (221 Teilnehmer aus 40 Länder) für The Golden Eye – Best international Film Music 2014 nominiert. Sie erhielten eine lobende Erwähnung der Jurymitglieder Frank Strobel, Marcel Barsotti, Henning Lohner, Bettina Oberli, Axel Tillement und ein positives Feedback vom Hollywoodkomponisten Hans Zimmer für die Aufführung ihrer orchestralen Filmmusik zum französischen Animationsfilm Maximall.
Die Kompositionen von Kalendareva und Alin Cristian Oprea wurden mit renommierten Künstler und internationalen Orchestern eingespielt wie z. B. dem Tonhalle-Orchester Zürich unter der Leitung des Filmmusikdirigenten Frank Strobel, dem Deutschen Filmorchester Babelsberg mit dem Dirigenten Bernd Wefelmeyer, dem Radio- und Symphonieorchester Sankt Petersburg, den Georgian Sinfonietta, und dem Klaviertrio Some Handsome Hands, welches eine CD mit der Komposition Russian Dance for 6 Hands von Kalendareva beim AMA Verlag veröffentlichte. 2013 begann eine intensive Zusammenarbeit mit der Ballettchoreografin Anna Svitlychenko und den Studenten der staatlichen Ballettschule & Schule für Artistik Berlin. Daraufhin entstanden mehrere Musikvideos mit Ballettchoreografien wie die Elegie Nostalgia und die Modern Time Fugue.
2014 komponierte sie mit dem Komponisten Alin Cristian Oprea eine Filmmusik im orchestralen, Jazz-, Rock- und Pop-Stil zu einem 90-minütigen Spielfilm aus Spanien Stones from the desert mit den Regisseuren Max Olivier und Bruno Jubin.
Lidia Kalendareva und Alin Cristian Oprea gründeten das Komponisten- und Künstlerduo LA-Music, das für seine international prämierte Musik für Bühne, Theater, Ballett und Film bekannt ist. Unter der Regie von Sarah Winkenstette vertonten sie unter anderem mehrere Folgen der ARD-Kultserie Großstadtrevier. Das Ballett Elegie, basierend auf ihren Kompositionen, wurde am 11. November 2024 in Taiwan unter der Choreografie der Staatsballett-Choreografin Nadja Saidakova uraufgeführt.
Als Dozentin unterrichtet Lidia Kalendareva an der Universität der Künste Berlin und an der Hochschule für Künste Bremen Musiktheorie und Filmmusik.

## Wettbewerbe und Auszeichnungen
- 2000: 1. Preis beim nationalen Wettbewerb Junge Komponisten in Sankt Petersburg
- 2004: 3. Preis beim internationalen Klavierwettbewerb in Wien Art and Education in the 21-Century
- 2004: 3. Preis beim 4. internationalen Pianisten und Komponisten Wettbewerb Anton Rubinstein in St. Petersburg. Preisträgeraufführung eigener Komposition Herbstsonate in der Sankt Petersburger Philharmonie
- 2005: 1. Preis beim 1.internationalen Komponistenwettbewerb ISAM in Michelstadt. Preisträgeraufführung eigener Komposition Zwischen Himmel und Erde in Los Angeles und Tel Aviv
- 2007: 4. Preis beim internationalen Joseph-Dorfman Komponistenwettbewerb für die Komposition The Life Of The Dead Sea
- 2007: 2. Preis mit Alin Cristian Oprea beim Eastwest Filmmusikwettbewerb für die Kurzfilmvertonung Digital Loneliness in Hollywood/Los Angeles
- 2008: 1. Preis und Publikumspreis mit der Schauspielerin Nina Schwartz beim Zdenek Fibich Melodram-Wettbewerb in Prag für die Musik zum Tagebuch von Salvador Dalí & den Texten von Heiner Müller
- 2009: Kompositionsstipendium[4] Künstlerhaus Lukas für den Aufenthalt und die Konzerttätigkeit in Schweden.
- 2009: 1. Preis[5] und bester Newcomer Composer beim Franz Grothe Filmmusikwettbewerb in München
- 2010: 2. Preis (zusammen mit Alin Cristian Oprea) für die A-cappella-Jazz-Chorkomposition Das Karussell (Gedicht von Rainer Maria von Rilke) beim Fabulous Fridays Wettbewerb in Berlin
- 2013: 1. Preis[6] beim internationalen Rachmaninov Kompositionswettbewerb in Frankfurt am Main für die Kompositionen Sonata Nostalgia und Elegie Nostalgia und Prelude Nostalgia.
- 2014: Nominierung[7] für The Golden Eye - Best international Film Music 2014 und lobende Erwähnung (zusammen mit Alin Cristian Oprea) beim Internationalen Filmmusikwettbewerb während des Zürcher Filmfestivals. Uraufführung der Wettbewerbskomposition mit dem Tonhalle-Orchester Zürich.
- 2015: 1. Preis als bester orchestraler Soundtrack[8] mit Alin Cristian Oprea für die Musik zum Film Stones form the Desert beim Garden State Film Festival in New Jersey, USA.